# Rzeźba „Włókniarka” w Zielonej Górze
Rzeźba "Włókniarka" w Zielonej Górze – rzeźba znajdująca się na w Zielonej Górze w pobliżu budynku głównego Fabryki Włóknin Novita S.A., autorstwa zielonogórskiego artysty Marka Przecławskiego. Powstała w 1978.

## Historia
Rzeźba jest pokłosiem dużego ożywienia kulturalnego i artystycznego w Zielonej Górze w latach 70. XX wieku i należy do dość bogatego zespołu rzeźb plenerowych w Zielonej Górze. W latach 1977–1978 powstała grupa artystycznych realizacji dla zakładu „Novita”, wykonana przez zielonogórskich artystów. Najbardziej znaną jest "Włókniarka" powstała w październiku 1978.

## Opis
"Włókniarka" to grupa trzech form wykonanych z kamionki, wypełnionych betonem, o wysokości 2,5 m. Pierwsza z prawej to całopostaciowe przedstawienie kobiety, a pozostałe to słupy z wybrzuszeniami, przypominające szpule nici lub włókna ustawione jedna na drugiej. Wykonana została z kamionki gozdnickiej. 